# Gorgonops dixeyi
A Gorgonops dixeyi az emlősszerűek (Synapsida) osztályának a Therapsida rendjébe, ezen belül a Gorgonopsidae családjába tartozó faj.

## Tudnivalók
A Gorgonops dixeyit egy nagy, hiányos, lapított koponyának köszönhetően ismerünk. A maradványt a nyassalandi Chiweta kőzetben találták meg. A családfájában való elhelyezése még vitatott. Lehet, hogy az Alsó Cistecephalus réteghez tartózik. Haughton 1926-ban, Chiwetasaurus dixeyinek is nevezi.